# Microcerella edwardsi
Microcerella edwardsi är en tvåvingeart som först beskrevs av Hall 1937.  Microcerella edwardsi ingår i släktet Microcerella och familjen köttflugor. Inga underarter finns listade i Catalogue of Life.